# 望儿山酒
望儿山酒是营口出产的一系列白酒和苹果酒，为新兴的地方酒种，源于改革开放后，当地成立的一家私人小酒坊；望儿山商标则于2003注册，2009年酒厂改制为有限公司。望儿山酒以高温润料、凉堂堆积、窖泥封顶、砖窖发酵、出窖酒醅分层缓慢蒸馏，分段量质摘取勾兑酿成，现产品主要为浓香型白酒和苹果酒。